# Russische Philosophie und soziales Denken von der Aufklärung bis zum Marxismus
Russische Philosophie und soziales Denken von der Aufklärung bis zum Marxismus (polnisch Rosyjska filozofia i myśl społeczna od oświecenia do marksizmu) ist eine bedeutende philosophiegeschichtliche Arbeit über die Geschichte des russischen Denkens, die von dem polnischen Historiker Andrzej Walicki (1930–2020) verfasst wurde und zuerst 1973 in Warschau bei Wiedza Powszechna erschien. Eine englische Übersetzung erschien unter dem Titel A History of Russian Thought from the Enlightenment to Marxism (Eine Geschichte des russischen Denkens von der Aufklärung bis zum Marxismus) (1979).

## Kurzeinführung
Walicki, Professor am Institut für Philosophie und Soziologie der Polnischen Akademie der Wissenschaften in Warschau und eine große Autorität auf dem Gebiet der russischen Philosophie, bietet darin eine umfassende Darstellung der Entwicklung des russischen Denkens von der Zeit Katharinas II. bis zum Ende des 19. Jahrhunderts, dem Vorabend der Revolution von 1905. Sein Name ist mit der Wiederaufnahme von Analysen des russischen philosophischen Denkens und der russischen Kultur im 20. Jahrhundert nach dem Zweiten Weltkrieg verbunden.
Die Arbeit behandelt verschiedene Strömungen und Einflüsse, darunter die Aufklärung, die Verwestlichung Russlands, die religiös-philosophische Renaissance und die Beziehung russischer Denker zu westlichen Philosophien und Ideen. Besonders wird auf die Kontroversen und Debatten des 19. Jahrhunderts eingegangen, wie den Kampf zwischen den Slawophilen und den Westlern sowie den Auseinandersetzungen zwischen den Populisten und den Marxisten. Walicki untersucht auch die Auswirkungen europäischer Ideen sowie die Wiederentdeckung einheimischer Formen und Traditionen auf die intellektuelle Elite Russlands. Dabei wird betont, wie archaische und moderne Elemente in der sozialen Struktur und im Denken koexistierten und sowohl neue Ideen als auch Widerstand gegen sie hervorbrachten.
Er lieferte eine Synthese der russischen Geistesgeschichte, die nicht nur die philosophischen Entwicklungen, sondern auch die politischen, sozialen und kulturellen Einflüsse beleuchtet, die das intellektuelle Leben Russlands geprägt haben.
Sein Werk entwickelte sich insbesondere auch durch die englische Übersetzung zu einem Standardwerk zur russischen Philosophiegeschichte. Das Werk gilt als wichtiges Referenzwerk.

## Gliederung
Das Werk ist in 18 Abschnitte untergliedert:
1. Tendenzen des aufklärerischen Denkens,
2. Der Höhepunkt der Aufklärung in Russland: Alexander Radischtschew,
3. Adelige Konservative und adlige Revolutionäre,
4. Antiaufklärerische Tendenzen im frühen 19. Jahrhundert,
5. Pjotr Tschaadajew,
6. Die Slawophilen,
7. Die russischen Hegelianer – Von der „Versöhnung mit der Wirklichkeit“ zur „Philosophie des Handelns“,
8. Belinski und die verschiedenen Varianten des Westernismus,
9. Die Petraschewzen,
10. Die Ursprünge des „Russischen Sozialismus“,
11. Nikolai Tschernyschewski und die „Aufklärer“ der 1860er Jahre,
12. Populistische Ideologien,
13. Anarchismus,
14. Ideologien der Reaktion nach den Reformen,
15. Zwei prophetische Schriftsteller,
16. Varianten des Positivismus,
17. Wladimir Solowjow und der metaphysische Idealismus,
18. Vom Populismus zum Marxismus.
Das Werk ist folgendermaßen untergliedert (in ungefährer deutscher Übersetzung):

## Inhalt
Inhaltsübersicht
Inhalt

Vorwort zur englischen Übersetzung

Vorwort zur Originalausgabe

1 Tendenzen des aufklärerischen Denkens

Katharina II. und die Aufklärungsphilosophie

Das Aufkommen der russischen Aufklärungsphilosophie

Nikolai Nowikow und die Freimaurerei

Die aristokratische Opposition

2 Der Höhepunkt der Aufklärung in Russland: Aleksandr Radischtschew

Radischtschews Leben

Radischtschews Sozialphilosophie

Radischtschews Ansichten zu Ethik und Bildung

Radikale Reform oder Revolution?

Die Abhandlung über die Unsterblichkeit

3 Adelige Konservative und adlige Revolutionäre

Nikolai Karamsin

Die Dezembristen

4 Antiaufklärerische Tendenzen im frühen 19. Jahrhundert

Mystik

Die Weisheitsliebenden und der russische Schellingianismus

5 Pjotr Tschaadajew

Tschaadajew Metaphysik und Geschichtsphilosophie

Russlands Vergangenheit und Zukunft

Tschaadajews Platz in der russischen Geistesgeschichte

6 Die Slawophilen

Die Geschichtsphilosophie und die sozialen Ideale der Slawophilen

Das Konzept der „Integralen Persönlichkeit“ und „Neue Prinzipien in der Philosophie“

Die slawophile Ekklesiologie

Der Slawophilismus als konservativer Utopianismus

Der Zerfall des Slawophilismus

7 Die russischen Hegelianer - Von der „Versöhnung mit der Wirklichkeit“ zur „Philosophie des Handelns“

Nikolai Stankewitsch

Michail Bakunin

Wissarion Belinski

Alexander Herzen

8 Belinski und die verschiedenen Varianten des Westernismus

Belinskis Westernismus

Die liberalen Westler

9 Die Petraschewzen

Die sozialen und politischen Ideen der Petraschewzen

Die philosophischen Ideen der Petraschewzen

10 Die Ursprünge des „Russischen Sozialismus“

Die Entwicklung von Herzens Ansichten

Nikolai Ogarjow

11 Nikolai Tschernyschewski und die „Aufklärer“ der 1860er Jahre

Tschernyschewskis anthropologischer Materialismus

Nikolai Dobroljubow und der Streit um die „Überflüssigen“

Dmitri Pissarew und der „Nihilismus“

Kritiker der „Aufklärer“: Apollon Grigorjew und Nikolai Strachow

12 Populistische Ideologien

Einleitung

Vom „Geh zum Volk“ zum „Volkswillen“

Pjotr Lawrow

Pjotr Tkatschow

Nikolai Michailowski

13 Anarchismus

Michail Bakunin

Pjotr Kropotkin

14 Ideologien der Reaktion nach den Reformen

Nikolai Danilewski

 Konstantin Pobedonoszew

Konstantin Leontjew

15 Zwei prophetische Schriftsteller

Fjodor Dostojewski

Lew Tolstoi

Dostojewski und Tolstoi: Ein Vergleich

16 Varianten des Positivismus

Einleitung

Dogmatischer Positivismus: Grigori Wyrubow 

Kritischer Positivismus: Wladimir Lessewitsch

Positivismus und Psychologie

Positivismus und Soziologie

17 Wladimir Solowjow und der metaphysische Idealismus

Solowjows Religionsphilosophie

Alexei Koslow und der Panpsychismus 

Boris Tschicherin und die Hegelianer in der 2. Hälfte des 19. Jahrhunderts

18 Vom Populismus zum Marxismus

Einleitung

Zwischen Populismus und Marxismus

Plechanow und die „rationale Wirklichkeit“

Plechanows Literaturkritik und Ästhetik

Legaler Populismus

Legaler Marxismus

Lenins frühe Schriften